# Немиана
Немиа́на (лат. Nemiana) — род примитивных сидячих организмов эдиакарской биоты. Окаменелости найдены во многих докембрийских отложениях, наиболее многочисленные — на побережье Белого моря (Россия).

## Таксономия
Nemiana simplex представляет собой проблему для таксономии из-за крайней примитивности строения. Когда окаменелости были впервые обнаружены, их отнесли к incertae sedis. С тех пор сделанные находки хорошей сохранности и новые методы анализа позволили выявить структуру тела, которая оказалась близка к стрекающим. Некоторые исследователи относили немиану к строматолитам, однако в настоящее время это считается маловероятным. В 2018 году появилась российско-австралийская научная работа, показывающая, что немиана представляла собой колонии цианобактерий.

## Морфология
Nemiana simplex имеет самое простое строение из всех известных эдиакарских многоклеточных. Она представляет собой желеобразную сумку диаметром 5—50 мм с определённой внутренней структурой. На некоторых окаменелостях в верхней части сумки заметны образования, которые интерпретируются как небольшие щупальца.

## Образ жизни и размножение
Существует вероятность, что организмы передвигались, питаясь бактериальными матами. Однако большинство специалистов согласны, что немианы были подобны современной актинии и жили на дне, глубоко погрузившись в ил, выставив над поверхностью концы щупалец. Образовывали большие скопления, в которых плотно расположенные особи деформировали друг друга. Предполагается, что немианы были бесполыми, однако высказывались предположения, что они выбрасывали в воду зиготы или образовывали споры или полипы.